# Sycoscapter cornutus
Sycoscapter cornutus är en stekelart som beskrevs av Wiebes 1981. Sycoscapter cornutus ingår i släktet Sycoscapter och familjen fikonsteklar.
Artens utbredningsområde är:
- Zambia.
- Zimbabwe.

Inga underarter finns listade i Catalogue of Life.